# Seznam dílů britského seriálu Profesionálové
Toto je seznam dílů seriálu Profesionálové. Britský krimiseriál Profesionálové (v originále CI5: The Profesionals) byl premiérově vysílán v letech 1977 až 1983. Celkem bylo natočeno 57 epizod.
Všech 13 dílů první řady bylo natočeno v roce 1977. Stejně tak všechny díly druhé řady byly natočeny v roce 1978. V roce 1979 pak bylo natočeno 15 dílů (a dokončen jeden, jehož natáčení započalo v roce předchozím), jejich vysílání však bylo rozloženo mezi roky 1979 a 1980. V roce 1980 pak bylo natočeno zbylých 7 dílů 4. řady spolu s 6 díly řady páté. Posledních 5 dílů páté řady bylo dotočeno ještě v roce 1981 a celá řada byla odvysílána na přelomu let 1982 a 1983.
Česky seriál vysílala Československá a pak i Česká televize a TV Nova.

## Přehled řad
| Řada | Díly | Premiéra ve VB    | Premiéra ve VB    |
| Řada | Díly | První díl         | Poslední díl      |
| ---- | ---- | ----------------- | ----------------- |
| 1    | 13   | 30. prosince 1977 | 17. března 1978   |
| 2    | 10   | 7. října 1978     | 9. prosince 1978  |
| 3    | 8    | 27. října 1979    | 15. prosince 1979 |
| 4    | 15   | 7. září 1980      | 27. prosince 1980 |
| 5    | 11   | 7. listopadu 1982 | 6. února 1983     |

## Seznam dílů

### První řada (1977–1978)
| Č. v seriálu | Č. v řadě | Původní název                 | Český název                        | Režie            | Scénář         | Natáčeno od        | Natáčeno do        | Premiéra ve VB    |
| ------------ | --------- | ----------------------------- | ---------------------------------- | ---------------- | -------------- | ------------------ | ------------------ | ----------------- |
| 1            | 1         | Private Madness Public Danger | Šílenec                            | Douglas Camfield | Anthony Read   | 30. srpna 1977     | 12. září 1977      | 30. prosince 1977 |
| 2            | 2         | The Female Factor             | Za vším hledej ženu                | David Wickes     | Brian Clemens  | 13. září 1977      | 19. září 1977      | 6. ledna 1977     |
| 3            | 3         | Old Dog With New Tricks       | Starého psa novým kouskům nenaučíš | Sidney Hayers    | Brian Clemens  | 13. června 1977    | 1. července 1977   | 13. ledna 1977    |
| 4            | 4         | Killer With a Long Arm        | Zabiják s dlouhou rukou            | David Wickes     | Brian Clemens  | 2. srpna 1977      | 15. srpna 1977     | 20. ledna 1978    |
| 5            | 5         | Heroes                        | Hrdinové                           | William Brayne   | James McAteer  | 16. srpna 1977     | 29. srpna 1977     | 27. ledna 1978    |
| 6            | 6         | Where The Jungle Ends         | Kde končí džungle                  | Raymond Menmuir  | Brian Clemens  | 18. července 1977  | 29. července 1977  | 3. února 1978     |
| 7            | 7         | Close Quarters                | V obležení                         | William Brayne   | Brian Clemens  | 11. října 1977     | 24. října 1977     | 10. února 1978    |
| 8            | 8         | Everest Was Also Conquered    | Tak byl dobyt Everest              | Francis Megahy   | Brian Clemens  | 27. září 1977      | 10. října 1977     | 17. února 1978    |
| 9            | 9         | When The Heat Cools Off       | Když se ochladí                    | Ray Austin       | Brian Clemens  | 8. listopadu 1977  | 21. listopadu 1977 | 24. února 1978    |
| 10           | 10        | Stake Out                     | Kuželky                            | Benjamin Wickers | Dennis Spooner | 22. listopadu 1977 | 5. prosince 1977   | 3. března 1978    |
| 11           | 11        | Long Shot                     | Na dva pokusy                      | Ernest Day       | Anthony Read   | 4. července 1977   | 15. července 1977  | 10. března 1978   |
| 12           | 12        | Look After Annie              | Přílišná starost                   | Charles Crichton | Brian Clemens  | 25. října 1977     | 7. listopadu 1977  | 17. března 1978   |
| 13           | 13        | Klansmen                      | Člen klanu                         | Pat Jackson      | Brian Clemens  | 6. prosince 1977   | 19. prosince 1977  | nebylo vysíláno   |

### Druhá řada (1978)
| Č. v seriálu | Č. v řadě | Původní název                  | Český název                 | Režie           | Scénář            | Natáčeno od       | Natáčeno do       | Premiéra ve VB     |
| ------------ | --------- | ------------------------------ | --------------------------- | --------------- | ----------------- | ----------------- | ----------------- | ------------------ |
| 14           | 1         | Hunter/Hunted                  | Pronásledovaný lovec        | Anthony Simmons | Anthony Read      | 19. června 1978   | 30. června 1978   | 7. října 1978      |
| 15           | 2         | The Rack                       | Soud                        | Peter Medak     | Brian Clemens     | 17. července 1978 | 28. července 1978 | 14. října 1978     |
| 16           | 3         | First Night                    | První noc                   | David Wickes    | Gerry O'Hara      | 3. července 1978  | 14. července 1978 | 21. října 1978     |
| 17           | 4         | Man without a Past             | Muž bez minulosti           | Martin Campbell | Michael Armstrong | 31. července 1978 | 11. srpna 1978    | 28. října 1978     |
| 18           | 5         | In the Public Interest         | Ve veřejném zájmu           | Pennant Roberts | Brian Clemens     | 14. srpna 1978    | 25. srpna 1978    | 4. listopadu 1978  |
| 19           | 6         | Rogue                          | Odpadlík                    | Ray Austin      | Dennis Spooner    | 5. června 1978    | 16. června 1978   | 11. listopadu 1978 |
| 20           | 7         | Not a Very Civil Civil Servant | Neuctivý státní zaměstnanec | Anthony Simmons | Edmund Ward       | 28. srpna 1978    | 8. září 1978      | 18. listopadu 1978 |
| 21           | 8         | A Stirring of Dust             | Zvířený prach               | Martin Campbell | Don Houghton      | 11. září 1978     | 22. září 1978     | 25. listopadu 1978 |
| 22           | 9         | Blind Run                      | Jízda naslepo               | Tom Clegg       | Ranald Graham     | 25. září 1978     | 6. října 1978     | 2. prosince 1978   |
| 23           | 10        | Fall Girl                      | Obětní beránek              | William Brayne  | Ranald Graham     | 9. října 1978     | 20. října 1978    | 9. prosince 1978   |

### Třetí řada (1979)
| Č. v seriálu | Č. v řadě | Původní název                  | Český název                  | Režie             | Scénář               | Natáčeno od                    | Natáčeno do                        | Premiéra ve VB     |
| ------------ | --------- | ------------------------------ | ---------------------------- | ----------------- | -------------------- | ------------------------------ | ---------------------------------- | ------------------ |
| 24           | 1         | The Purging of CI5             | Útok na CI5                  | Dennis Abey       | Stephen Lister       | 13. srpna 1979                 | 24. srpna 1979                     | 27. října 1979     |
| 25           | 2         | Backtrack                      | Arabská mozaika              | Christopher King  | Don Houghton         | 30. října 1978 a 9. dubna 1979 | 3. listopadu 1978 a 13. dubna 1979 | 3. listopadu 1979  |
| 26           | 3         | Stopover                       | Mrtvý svědek                 | William Brayne    | John Goldsmith       | 23. dubna 1979                 | 4. května 1979                     | 10. listopadu 1979 |
| 27           | 4         | Dead Reckoning                 | Mylný předpoklad             | Dennis Lewiston   | Philip Loraine       | 4. června 1979                 | 15. června 1979                    | 17. listopadu 1979 |
| 28           | 5         | The Madness of Mickey Hamilton | Šílenství Mickeyho Hamiltona | William Brayne    | Chris Wicking        | 12. března 1979                | 23. března 1979                    | 24. listopadu 1979 |
| 29           | 6         | A Hiding to Nothing            | Bez šance na úspěch          | Gerry O'Hara      | Ted Childs           | 21. května 1979                | 1. června 1979                     | 1. prosince 1979   |
| 30           | 7         | Runner                         | Zběh                         | Martin Campbell   | Michael Feeny Callan | 7. května 1979                 | 18. května 1979                    | 8. prosince 1979   |
| 31           | 8         | Servant of Two Masters         | Sluha dvou pánů              | Ferdinand Fairfax | Douglas Watkinson    | 26. března 1979                | 6. dubna 1979                      | 15. prosince 1979  |

### Čtvrtá řada (1980)
| Č. v seriálu | Č. v řadě | Původní název                 | Český název        | Režie            | Scénář         | Natáčeno od       | Natáčeno do        | Premiéra ve VB     |
| ------------ | --------- | ----------------------------- | ------------------ | ---------------- | -------------- | ----------------- | ------------------ | ------------------ |
| 32           | 1         | The Acorn Syndrome            | Tajná zbraň        | Martin Campbell  | John Kruse     | 10. září 1979     | 21. září 1979      | 7. září 1980       |
| 33           | 2         | Wild Justice                  | Bodie se mstí      | Dennis Abey      | Ranald Graham  | 30. června 1980   | 11. července 1980  | 14. září 1980      |
| 34           | 3         | Fugitive                      | Na útěku           | Dennis Lewiston  | Gerry O'Hara   | 27. srpna 1979    | 7. září 1979       | 21. září 1980      |
| 35           | 4         | Involvement                   | Podezření          | Chris Burt       | Brian Clemens  | 5. listopadu 1979 | 16. listopadu 1979 | 28. září 1980      |
| 36           | 5         | Need to Know                  | Cowley v úzkých    | William Brayne   | Brian Clemens  | 9. července 1979  | 20. července 1979  | 5. října 1980      |
| 37           | 6         | Take Away                     | Úklid              | Douglas Camfield | Roger Marshall | 22. října 1979    | 2. listopadu 1979  | 12. října 1980     |
| 38           | 7         | Blackout                      | Ztráta paměti      | William Brayne   | Brian Clemens  | 14. července 1980 | 25. července 1980  | 19. října 1980     |
| 39           | 8         | Blood Sports                  | Nebezpečné sporty  | Phil Meheux      | Gerry O'Hara   | 11. srpna 1980    | 22. srpna 1980     | 26. října 1980     |
| 40           | 9         | Slush Fund                    | Tajný fond         | William Brayne   | Roger Marshall | 24. září 1979     | 5. října 1979      | 2. listopadu 1980  |
| 41           | 10        | The Gun                       | Zbraň              | Dennis Lewiston  | Chris Wicking  | 16. června 1980   | 27. června 1980    | 9. listopadu 1980  |
| 42           | 11        | Hijack                        | Přepadení          | Martin Campbell  | Roger Marshall | 25. srpna 1980    | 5. září 1980       | 30. listopadu 1980 |
| 43           | 12        | Mixed Doubles                 | Dvojí přístup      | Roger Tucker     | Brian Clemens  | 25. června 1979   | 6. července 1979   | 7. prosince 1980   |
| 44           | 13        | Weekend in the Country        | Víkend na venkově  | James Allen      | Gerry O'Hara   | 8. října 1979     | 19. října 1979     | 14. prosince 1980  |
| 45           | 14        | Kickback                      | Provize            | Ian Sharp        | Stephen Lister | 22. září 1980     | 3. října 1980      | 20. prosince 1980  |
| 46           | 15        | It's Only a Beautiful Picture | Jen krásný obrázek | Dennis Lewiston  | Edmund Ward    | 28. července 1980 | 8. srpna 1980      | 27. prosince 1980  |

### Pátá řada (1982-1983)
| Č. v seriálu | Č. v řadě | Původní název             | Český název              | Režie            | Scénář         | Natáčeno od        | Natáčeno do        | Premiéra ve VB     |
| ------------ | --------- | ------------------------- | ------------------------ | ---------------- | -------------- | ------------------ | ------------------ | ------------------ |
| 47           | 1         | Foxhole on the Roof       | Liščí doupě na střeše    | William Brayne   | Brian Clemens  | 20. října 1980     | 31. října 1980     | 7. listopadu 1982  |
| 48           | 2         | Operation Susie           | Operace Susie            | Ian Sharp        | Ranald Graham  | 17. listopadu 1980 | 28. listopadu 1980 | 14. listopadu 1982 |
| 49           | 3         | You'll Be All Right       | Rodina především         | John Crome       | Gerry O'Hara   | 8. září 1980       | 19. září 1980      | 21. listopadu 1982 |
| 50           | 4         | Lawson's Last Stand       | Lawsonova poslední bitva | Ian Sharp        | Ranald Graham  | 13. dubna 1981     | 24. dubna 1981     | 28. listopadu 1982 |
| 51           | 5         | Discovered In a Graveyard | V záhrobí                | Anthony Simmons  | Chris Wicking  | 6. října 1980      | 17. října 1980     | 5. prosince 1982   |
| 52           | 6         | Spy Probe                 | Válka agentů             | Dennis Abey      | Tony Barwick   | 11. května 1981    | 22. května 1981    | 12. prosince 1982  |
| 53           | 7         | Cry Wolf                  | Tajemný hlas             | Phil Meheux      | Paul Wheeler   | 16. března 1981    | 27. března 1981    | 9. ledna 1983      |
| 54           | 8         | The Untouchables          | Nedotknutelní            | William Brayne   | Brian Clemens  | 1. prosince 1980   | 12. prosince 1980  | 16. ledna 1983     |
| 55           | 9         | The Ojuka Situation       | Případ Ojuka             | Christopher King | Dave Humphries | 3. listopadu 1980  | 14. listopadu 1980 | 23. ledna 1983     |
| 56           | 10        | A Man Called Quinn        | Muž jménem Quinn         | Horace Ove       | Tony Barwick   | 30. března 1981    | 10. dubna 1981     | 30. ledna 1983     |
| 57           | 11        | No Stone                  | Pryč s bohatstvím        | Chris Burt       | Roger Marshall | 27. dubna 1981     | 8. května 1981     | 6. února 1983      |